# Bezirk Gmunden

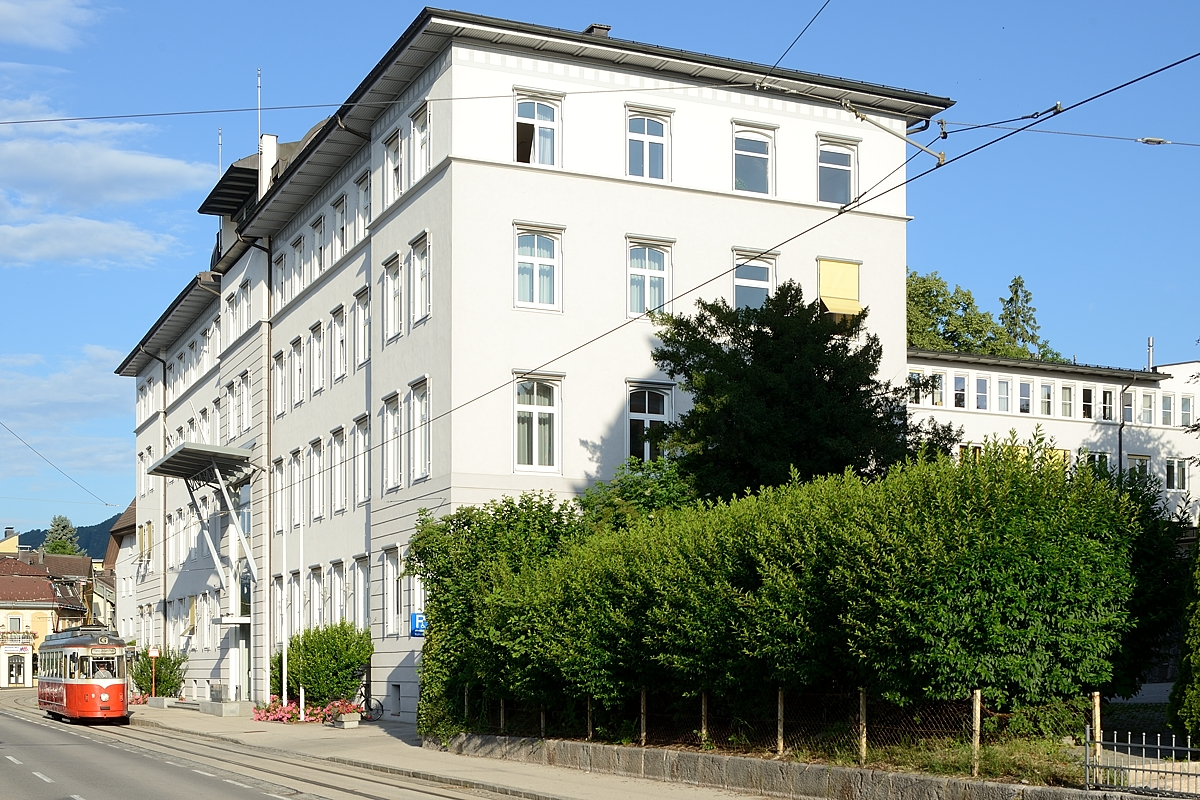
Bezirkshauptmannschaft in Gmunden (2016)

Der Bezirk Gmunden ist ein politischer Bezirk des Landes Oberösterreich.
Er liegt im Traunviertel und ist der südlichste und größte Bezirk des Bundeslandes. Er grenzt im Norden an die Bezirke Vöcklabruck und Wels-Land, im Osten an den Bezirk Kirchdorf, im Süden an den steirischen Bezirk Liezen und im Westen an die drei Salzburger Bezirke St. Johann im Pongau, Hallein und Salzburg-Umgebung.
Mit einem Waldanteil von 54 % ist der Bezirk Gmunden der waldreichste Bezirk Oberösterreichs, 17 % der Fläche ist Agrarland und 3,8 % entfallen auf Gewässer. Zudem ist er der flächenmäßig größte und der nach Einwohnerzahlen viertgrößte Bezirk in Oberösterreich.

## Geschichte
Der Bezirk wurde 1868 aus den Gerichtsbezirken Bad Ischl und Gmunden geschaffen. Zwischen 1938 und 1945 wurde der Amtsgerichtsbezirk Bad Aussee von Gmunden mitverwaltet. Auch nach 1945 verblieb der Gerichtsbezirk bis Ende Juni 1948 bei Oberösterreich bzw. dem Bezirk Gmunden.

## Angehörige Gemeinden

Gemeinden des Bezirks Gmunden

Der Bezirk Gmunden hat eine Fläche von 1.431,58 km² und umfasst 20 Gemeinden, darunter drei Städte und sieben Marktgemeinden. Die Einwohnerzahlen stammen vom 1. Jänner 2024.
| Gemeinde                      | Lage | Ew     | km²    | Ew / km² | Gerichtsbezirk | Region | Typ             | Foto | Metadaten         |
| ----------------------------- | ---- | ------ | ------ | -------- | -------------- | ------ | --------------- | ---- | ----------------- |
| Altmünster                    |      | 10.076 | 78,94  | 128      | Gmunden        |        | Markt- gemeinde | ja   | Gem.Kennz.: 40701 |
| Bad Goisern am Hallstättersee |      | 7.605  | 112,55 | 68       | Bad Ischl      |        | Markt- gemeinde | ja   | Gem.Kennz.: 40702 |
| Bad Ischl                     |      | 14.170 | 162,80 | 87       | Bad Ischl      |        | Stadt- gemeinde | ja   | Gem.Kennz.: 40703 |
| Ebensee am Traunsee           |      | 7.456  | 194,69 | 38       | Bad Ischl      |        | Markt- gemeinde | ja   | Gem.Kennz.: 40704 |
| Gmunden                       |      | 13.254 | 63,51  | 209      | Gmunden        |        | Stadt- gemeinde | ja   | Gem.Kennz.: 40705 |
| Gosau                         |      | 1.866  | 113,41 | 16       | Bad Ischl      |        | Gemeinde        | ja   | Gem.Kennz.: 40706 |
| Grünau im Almtal              |      | 2.036  | 229,97 | 8,9      | Gmunden        |        | Gemeinde        | ja   | Gem.Kennz.: 40707 |
| Gschwandt                     |      | 2.973  | 16,76  | 177      | Gmunden        |        | Gemeinde        | ja   | Gem.Kennz.: 40708 |
| Hallstatt                     |      | 741    | 59,83  | 12       | Bad Ischl      |        | Markt- gemeinde | ja   | Gem.Kennz.: 40709 |
| Kirchham                      |      | 2.249  | 28,41  | 79       | Gmunden        |        | Gemeinde        | nein | Gem.Kennz.: 40710 |
| Laakirchen                    |      | 9.733  | 32,47  | 300      | Gmunden        |        | Stadt- gemeinde | ja   | Gem.Kennz.: 40711 |
| Obertraun                     |      | 738    | 87,11  | 8,5      | Bad Ischl      |        | Gemeinde        | ja   | Gem.Kennz.: 40712 |
| Ohlsdorf                      |      | 5.340  | 27,83  | 192      | Gmunden        |        | Gemeinde        | ja   | Gem.Kennz.: 40713 |
| Pinsdorf                      |      | 4.381  | 12,47  | 351      | Gmunden        |        | Gemeinde        | ja   | Gem.Kennz.: 40714 |
| Roitham am Traunfall          |      | 2.158  | 21,05  | 103      | Gmunden        |        | Gemeinde        | ja   | Gem.Kennz.: 40715 |
| St. Konrad                    |      | 1.179  | 19,27  | 61       | Gmunden        |        | Gemeinde        | nein | Gem.Kennz.: 40716 |
| St. Wolfgang im Salzkammergut |      | 2.897  | 56,57  | 51       | Bad Ischl      |        | Markt- gemeinde | ja   | Gem.Kennz.: 40717 |
| Scharnstein                   |      | 4.936  | 47,79  | 103      | Gmunden        |        | Markt- gemeinde | ja   | Gem.Kennz.: 40719 |
| Traunkirchen                  |      | 1.713  | 18,36  | 93       | Gmunden        |        | Gemeinde        | ja   | Gem.Kennz.: 40718 |
| Vorchdorf                     |      | 7.769  | 47,78  | 163      | Gmunden        |        | Markt- gemeinde | ja   | Gem.Kennz.: 40720 |

## Seen
- Almsee 0,85 km²
- Gosauseen 0,52 km²
- Hallstätter See 8,55 km²
- Langbathseen 0,33 km²
- Laudachsee etwa 0,1 km²
- Nussensee 0,10 km²
- Kleiner 0,03 km² und Großer Ödsee 0,08 km²
- Offensee 0,55 km²
- Schwarzensee 0,48 km²
- Traunsee 24,35 km²
- Wolfgangsee (kleiner Anteil zu Bezirk Gmunden; etwa 1,2 km²)[3]

## Mittelpunkt
Der Flächenschwerpunkt des Bezirkes Gmunden liegt in der Katastralgemeinde Ebensee, Gemeinde Ebensee (⊙).

## Nachbarbezirke
| Bezirk Vöcklabruck                       | Bezirk Wels-Land                            | Bezirk Kirchdorf |
| Bezirk Hallein, Bezirk Salzburg-Umgebung | Kompassrose, die auf Nachbargemeinden zeigt |                  |
| Bezirk St. Johann im Pongau              |                                             | Bezirk Liezen    |

## Berge (Auswahl)
- Dachstein 2995 m (höchster Berg Oberösterreichs)
- Feuerkogel 1592 m
- Grünberg 1004 m
- Kasberg 1747 m
- Traunstein 1691 m

## Persönlichkeiten
- Thomas Bernhard (1931–1989), Schriftsteller
- Leopold Engleitner (1905–2013), NS-Opfer